# آتیلا (فیلم ۱۹۵۴)
آتیلا فیلمی ایتالیایی-فرانسوی به کارگردانی پیترو فرانچیشی است که در سال ۱۹۵۴ منتشر شد.

## بازیگران
- آنتونی کوئین
- سوفیا لورن
- ایرنه پاپاس
- آنری ویدال
- اتوره مانی
- ماریو فلیچانی
- فوریو منیکونی
- کولت رژیس